# Indisk nattskärra
Indisk nattskärra (Caprimulgus asiaticus) är en fågel i familjen nattskärror.

## Utseende och läten
Indisk nattskärra är en rätt liten (24 cm) nattskärra. Typiskt är kraftigt streckad hjässa, ett rostbeige nackband samt relativt otecknade centrala stjärtfjädrar. Skapularerna är tydligt svarta med breda beigefärgade kanter. Lätet är ett vittljudande "chuk-chuk-chuk-chuk-tukaroo". I flykten hörs ett vasst och kort "qwit-qwit".

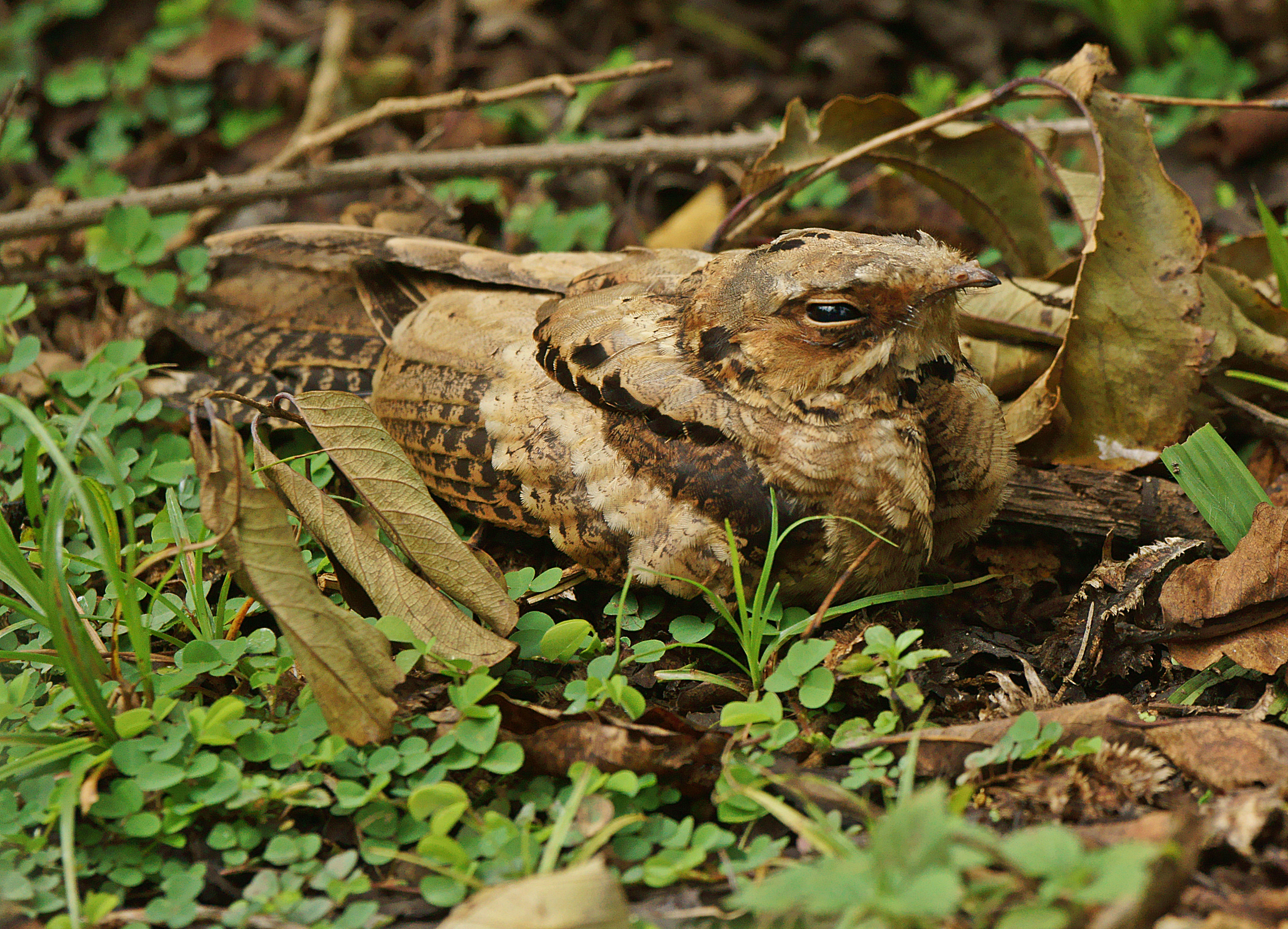

## Utbredning och systematik
Indisk nattskärra delas in i två underarter med följande utbredning:
- Caprimulgus asiaticus asiaticus – förekommer från sydöstra Pakistan och Indien österut till västra Myanmar, Thailand och södra Indokina
- Caprimulgus asiaticus eidos – förekommer på Sri Lanka

## Levnadssätt
Indisk nattskärra förekommer i öppen torr skog, halvöken, torra buskmarker och odlingsbygd. Den lever liksom andra nattskärror av flygande insekter, som fjärilar, gräshoppor och halvvingar. Den häckar från april i Pakistan samt mellan februari och september (huvudsakligen april) i Indien. Den lägger två gräddfärgade eller laxrosa fläckade ägg direkt på marken.

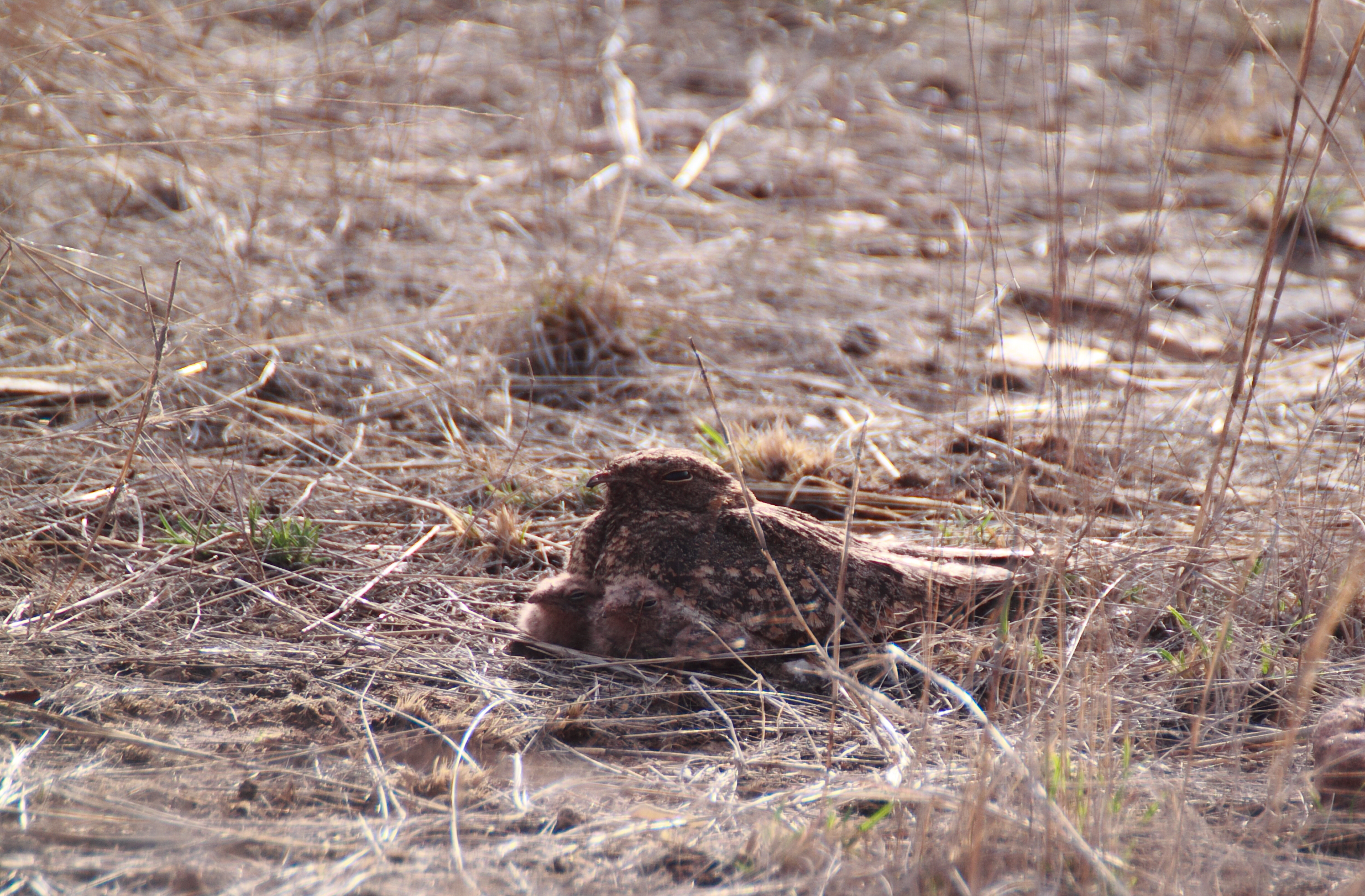
Adult med ungar.

## Status och hot
Arten har ett stort utbredningsområde och en stor population med stabil utveckling och tros inte vara utsatt för något substantiellt hot. Utifrån dessa kriterier kategoriserar internationella naturvårdsunionen IUCN arten som livskraftig (LC). Världspopulationen har inte uppskattats men den beskrivs som generellt vanlig och vida spridd.